# Hellboy: The Crooked Man and Others
Hellboy: The Crooked Man and Others é um livro de bolso norte-americano das histórias The Crooked Man, They Who Go Down To the Sea In Ships, The Mole, e The Temple of Moloch.